# Джраберд (Мартакерт)
Джраберд (вірм. Ջրաբերդ, азерб. Jraberd) — село у Мартакертському районі Нагірно-Карабаської Республіки. Село підпорядковується міськраді Мартакерта та розташоване за 9 км на північний схід від міста, біля передової лінії дотику між Армією Оборони Нагірно-Карабаської Республіки та Національної армії Азербайджану. На ділянці кордону біля села Джраберд Азербайджан час від часу здійснює диверсійні вилазки. Через село проходить дорога, що з'єднує Мартакерт та Талиш.